# Irã nos Jogos Olímpicos de Inverno de 1964
O Irã competiu nos Jogos Olímpicos de Inverno de 1964, realizados em Innsbruck, Áustria.